# Бартолович, Хрвое
Хрвое (Войко) Бартолович (серб. Хрвоје Бартоловић; 15 июня 1932, Загреб — 3 ноября 2005, там же) — хорватский, ранее югославский, шахматный композитор; гроссмейстер (1980) и арбитр (1956) по шахматной композиции. Председатель Союза проблемистов Югославии, член Постоянной комиссии ФИДЕ по шахматной композиции. Инженер-электротехник. С 1947 опубликовал свыше 400 задач, главным образом двухходовки на классические темы и рекордные задачи (таски), 150 из них отмечены отличиями, в том числе 70 — первыми призами.

## Задачи
|   | a | b | c | d | e | f | g | h |   |
| - | --- | --- | --- | --- | --- | --- | --- | --- | - |
| 8 | b7 чёрная пешка · c7 чёрная пешка · f7 белый король · b6 чёрный конь · e6 чёрная пешка · c5 белый слон · d5 белая пешка · e5 чёрный король · f5 белая пешка · b4 белый конь · e4 белый конь · f4 белая ладья · h4 белая ладья · b3 чёрная пешка · d3 чёрная пешка · f3 чёрная пешка · g2 белый ферзь · b1 чёрная ладья · g1 чёрная ладья | b7 чёрная пешка · c7 чёрная пешка · f7 белый король · b6 чёрный конь · e6 чёрная пешка · c5 белый слон · d5 белая пешка · e5 чёрный король · f5 белая пешка · b4 белый конь · e4 белый конь · f4 белая ладья · h4 белая ладья · b3 чёрная пешка · d3 чёрная пешка · f3 чёрная пешка · g2 белый ферзь · b1 чёрная ладья · g1 чёрная ладья | b7 чёрная пешка · c7 чёрная пешка · f7 белый король · b6 чёрный конь · e6 чёрная пешка · c5 белый слон · d5 белая пешка · e5 чёрный король · f5 белая пешка · b4 белый конь · e4 белый конь · f4 белая ладья · h4 белая ладья · b3 чёрная пешка · d3 чёрная пешка · f3 чёрная пешка · g2 белый ферзь · b1 чёрная ладья · g1 чёрная ладья | b7 чёрная пешка · c7 чёрная пешка · f7 белый король · b6 чёрный конь · e6 чёрная пешка · c5 белый слон · d5 белая пешка · e5 чёрный король · f5 белая пешка · b4 белый конь · e4 белый конь · f4 белая ладья · h4 белая ладья · b3 чёрная пешка · d3 чёрная пешка · f3 чёрная пешка · g2 белый ферзь · b1 чёрная ладья · g1 чёрная ладья | b7 чёрная пешка · c7 чёрная пешка · f7 белый король · b6 чёрный конь · e6 чёрная пешка · c5 белый слон · d5 белая пешка · e5 чёрный король · f5 белая пешка · b4 белый конь · e4 белый конь · f4 белая ладья · h4 белая ладья · b3 чёрная пешка · d3 чёрная пешка · f3 чёрная пешка · g2 белый ферзь · b1 чёрная ладья · g1 чёрная ладья | b7 чёрная пешка · c7 чёрная пешка · f7 белый король · b6 чёрный конь · e6 чёрная пешка · c5 белый слон · d5 белая пешка · e5 чёрный король · f5 белая пешка · b4 белый конь · e4 белый конь · f4 белая ладья · h4 белая ладья · b3 чёрная пешка · d3 чёрная пешка · f3 чёрная пешка · g2 белый ферзь · b1 чёрная ладья · g1 чёрная ладья | b7 чёрная пешка · c7 чёрная пешка · f7 белый король · b6 чёрный конь · e6 чёрная пешка · c5 белый слон · d5 белая пешка · e5 чёрный король · f5 белая пешка · b4 белый конь · e4 белый конь · f4 белая ладья · h4 белая ладья · b3 чёрная пешка · d3 чёрная пешка · f3 чёрная пешка · g2 белый ферзь · b1 чёрная ладья · g1 чёрная ладья | b7 чёрная пешка · c7 чёрная пешка · f7 белый король · b6 чёрный конь · e6 чёрная пешка · c5 белый слон · d5 белая пешка · e5 чёрный король · f5 белая пешка · b4 белый конь · e4 белый конь · f4 белая ладья · h4 белая ладья · b3 чёрная пешка · d3 чёрная пешка · f3 чёрная пешка · g2 белый ферзь · b1 чёрная ладья · g1 чёрная ладья | 8 |
| 7 | b7 чёрная пешка · c7 чёрная пешка · f7 белый король · b6 чёрный конь · e6 чёрная пешка · c5 белый слон · d5 белая пешка · e5 чёрный король · f5 белая пешка · b4 белый конь · e4 белый конь · f4 белая ладья · h4 белая ладья · b3 чёрная пешка · d3 чёрная пешка · f3 чёрная пешка · g2 белый ферзь · b1 чёрная ладья · g1 чёрная ладья | b7 чёрная пешка · c7 чёрная пешка · f7 белый король · b6 чёрный конь · e6 чёрная пешка · c5 белый слон · d5 белая пешка · e5 чёрный король · f5 белая пешка · b4 белый конь · e4 белый конь · f4 белая ладья · h4 белая ладья · b3 чёрная пешка · d3 чёрная пешка · f3 чёрная пешка · g2 белый ферзь · b1 чёрная ладья · g1 чёрная ладья | b7 чёрная пешка · c7 чёрная пешка · f7 белый король · b6 чёрный конь · e6 чёрная пешка · c5 белый слон · d5 белая пешка · e5 чёрный король · f5 белая пешка · b4 белый конь · e4 белый конь · f4 белая ладья · h4 белая ладья · b3 чёрная пешка · d3 чёрная пешка · f3 чёрная пешка · g2 белый ферзь · b1 чёрная ладья · g1 чёрная ладья | b7 чёрная пешка · c7 чёрная пешка · f7 белый король · b6 чёрный конь · e6 чёрная пешка · c5 белый слон · d5 белая пешка · e5 чёрный король · f5 белая пешка · b4 белый конь · e4 белый конь · f4 белая ладья · h4 белая ладья · b3 чёрная пешка · d3 чёрная пешка · f3 чёрная пешка · g2 белый ферзь · b1 чёрная ладья · g1 чёрная ладья | b7 чёрная пешка · c7 чёрная пешка · f7 белый король · b6 чёрный конь · e6 чёрная пешка · c5 белый слон · d5 белая пешка · e5 чёрный король · f5 белая пешка · b4 белый конь · e4 белый конь · f4 белая ладья · h4 белая ладья · b3 чёрная пешка · d3 чёрная пешка · f3 чёрная пешка · g2 белый ферзь · b1 чёрная ладья · g1 чёрная ладья | b7 чёрная пешка · c7 чёрная пешка · f7 белый король · b6 чёрный конь · e6 чёрная пешка · c5 белый слон · d5 белая пешка · e5 чёрный король · f5 белая пешка · b4 белый конь · e4 белый конь · f4 белая ладья · h4 белая ладья · b3 чёрная пешка · d3 чёрная пешка · f3 чёрная пешка · g2 белый ферзь · b1 чёрная ладья · g1 чёрная ладья | b7 чёрная пешка · c7 чёрная пешка · f7 белый король · b6 чёрный конь · e6 чёрная пешка · c5 белый слон · d5 белая пешка · e5 чёрный король · f5 белая пешка · b4 белый конь · e4 белый конь · f4 белая ладья · h4 белая ладья · b3 чёрная пешка · d3 чёрная пешка · f3 чёрная пешка · g2 белый ферзь · b1 чёрная ладья · g1 чёрная ладья | b7 чёрная пешка · c7 чёрная пешка · f7 белый король · b6 чёрный конь · e6 чёрная пешка · c5 белый слон · d5 белая пешка · e5 чёрный король · f5 белая пешка · b4 белый конь · e4 белый конь · f4 белая ладья · h4 белая ладья · b3 чёрная пешка · d3 чёрная пешка · f3 чёрная пешка · g2 белый ферзь · b1 чёрная ладья · g1 чёрная ладья | 7 |
| 6 | b7 чёрная пешка · c7 чёрная пешка · f7 белый король · b6 чёрный конь · e6 чёрная пешка · c5 белый слон · d5 белая пешка · e5 чёрный король · f5 белая пешка · b4 белый конь · e4 белый конь · f4 белая ладья · h4 белая ладья · b3 чёрная пешка · d3 чёрная пешка · f3 чёрная пешка · g2 белый ферзь · b1 чёрная ладья · g1 чёрная ладья | b7 чёрная пешка · c7 чёрная пешка · f7 белый король · b6 чёрный конь · e6 чёрная пешка · c5 белый слон · d5 белая пешка · e5 чёрный король · f5 белая пешка · b4 белый конь · e4 белый конь · f4 белая ладья · h4 белая ладья · b3 чёрная пешка · d3 чёрная пешка · f3 чёрная пешка · g2 белый ферзь · b1 чёрная ладья · g1 чёрная ладья | b7 чёрная пешка · c7 чёрная пешка · f7 белый король · b6 чёрный конь · e6 чёрная пешка · c5 белый слон · d5 белая пешка · e5 чёрный король · f5 белая пешка · b4 белый конь · e4 белый конь · f4 белая ладья · h4 белая ладья · b3 чёрная пешка · d3 чёрная пешка · f3 чёрная пешка · g2 белый ферзь · b1 чёрная ладья · g1 чёрная ладья | b7 чёрная пешка · c7 чёрная пешка · f7 белый король · b6 чёрный конь · e6 чёрная пешка · c5 белый слон · d5 белая пешка · e5 чёрный король · f5 белая пешка · b4 белый конь · e4 белый конь · f4 белая ладья · h4 белая ладья · b3 чёрная пешка · d3 чёрная пешка · f3 чёрная пешка · g2 белый ферзь · b1 чёрная ладья · g1 чёрная ладья | b7 чёрная пешка · c7 чёрная пешка · f7 белый король · b6 чёрный конь · e6 чёрная пешка · c5 белый слон · d5 белая пешка · e5 чёрный король · f5 белая пешка · b4 белый конь · e4 белый конь · f4 белая ладья · h4 белая ладья · b3 чёрная пешка · d3 чёрная пешка · f3 чёрная пешка · g2 белый ферзь · b1 чёрная ладья · g1 чёрная ладья | b7 чёрная пешка · c7 чёрная пешка · f7 белый король · b6 чёрный конь · e6 чёрная пешка · c5 белый слон · d5 белая пешка · e5 чёрный король · f5 белая пешка · b4 белый конь · e4 белый конь · f4 белая ладья · h4 белая ладья · b3 чёрная пешка · d3 чёрная пешка · f3 чёрная пешка · g2 белый ферзь · b1 чёрная ладья · g1 чёрная ладья | b7 чёрная пешка · c7 чёрная пешка · f7 белый король · b6 чёрный конь · e6 чёрная пешка · c5 белый слон · d5 белая пешка · e5 чёрный король · f5 белая пешка · b4 белый конь · e4 белый конь · f4 белая ладья · h4 белая ладья · b3 чёрная пешка · d3 чёрная пешка · f3 чёрная пешка · g2 белый ферзь · b1 чёрная ладья · g1 чёрная ладья | b7 чёрная пешка · c7 чёрная пешка · f7 белый король · b6 чёрный конь · e6 чёрная пешка · c5 белый слон · d5 белая пешка · e5 чёрный король · f5 белая пешка · b4 белый конь · e4 белый конь · f4 белая ладья · h4 белая ладья · b3 чёрная пешка · d3 чёрная пешка · f3 чёрная пешка · g2 белый ферзь · b1 чёрная ладья · g1 чёрная ладья | 6 |
| 5 | b7 чёрная пешка · c7 чёрная пешка · f7 белый король · b6 чёрный конь · e6 чёрная пешка · c5 белый слон · d5 белая пешка · e5 чёрный король · f5 белая пешка · b4 белый конь · e4 белый конь · f4 белая ладья · h4 белая ладья · b3 чёрная пешка · d3 чёрная пешка · f3 чёрная пешка · g2 белый ферзь · b1 чёрная ладья · g1 чёрная ладья | b7 чёрная пешка · c7 чёрная пешка · f7 белый король · b6 чёрный конь · e6 чёрная пешка · c5 белый слон · d5 белая пешка · e5 чёрный король · f5 белая пешка · b4 белый конь · e4 белый конь · f4 белая ладья · h4 белая ладья · b3 чёрная пешка · d3 чёрная пешка · f3 чёрная пешка · g2 белый ферзь · b1 чёрная ладья · g1 чёрная ладья | b7 чёрная пешка · c7 чёрная пешка · f7 белый король · b6 чёрный конь · e6 чёрная пешка · c5 белый слон · d5 белая пешка · e5 чёрный король · f5 белая пешка · b4 белый конь · e4 белый конь · f4 белая ладья · h4 белая ладья · b3 чёрная пешка · d3 чёрная пешка · f3 чёрная пешка · g2 белый ферзь · b1 чёрная ладья · g1 чёрная ладья | b7 чёрная пешка · c7 чёрная пешка · f7 белый король · b6 чёрный конь · e6 чёрная пешка · c5 белый слон · d5 белая пешка · e5 чёрный король · f5 белая пешка · b4 белый конь · e4 белый конь · f4 белая ладья · h4 белая ладья · b3 чёрная пешка · d3 чёрная пешка · f3 чёрная пешка · g2 белый ферзь · b1 чёрная ладья · g1 чёрная ладья | b7 чёрная пешка · c7 чёрная пешка · f7 белый король · b6 чёрный конь · e6 чёрная пешка · c5 белый слон · d5 белая пешка · e5 чёрный король · f5 белая пешка · b4 белый конь · e4 белый конь · f4 белая ладья · h4 белая ладья · b3 чёрная пешка · d3 чёрная пешка · f3 чёрная пешка · g2 белый ферзь · b1 чёрная ладья · g1 чёрная ладья | b7 чёрная пешка · c7 чёрная пешка · f7 белый король · b6 чёрный конь · e6 чёрная пешка · c5 белый слон · d5 белая пешка · e5 чёрный король · f5 белая пешка · b4 белый конь · e4 белый конь · f4 белая ладья · h4 белая ладья · b3 чёрная пешка · d3 чёрная пешка · f3 чёрная пешка · g2 белый ферзь · b1 чёрная ладья · g1 чёрная ладья | b7 чёрная пешка · c7 чёрная пешка · f7 белый король · b6 чёрный конь · e6 чёрная пешка · c5 белый слон · d5 белая пешка · e5 чёрный король · f5 белая пешка · b4 белый конь · e4 белый конь · f4 белая ладья · h4 белая ладья · b3 чёрная пешка · d3 чёрная пешка · f3 чёрная пешка · g2 белый ферзь · b1 чёрная ладья · g1 чёрная ладья | b7 чёрная пешка · c7 чёрная пешка · f7 белый король · b6 чёрный конь · e6 чёрная пешка · c5 белый слон · d5 белая пешка · e5 чёрный король · f5 белая пешка · b4 белый конь · e4 белый конь · f4 белая ладья · h4 белая ладья · b3 чёрная пешка · d3 чёрная пешка · f3 чёрная пешка · g2 белый ферзь · b1 чёрная ладья · g1 чёрная ладья | 5 |
| 4 | b7 чёрная пешка · c7 чёрная пешка · f7 белый король · b6 чёрный конь · e6 чёрная пешка · c5 белый слон · d5 белая пешка · e5 чёрный король · f5 белая пешка · b4 белый конь · e4 белый конь · f4 белая ладья · h4 белая ладья · b3 чёрная пешка · d3 чёрная пешка · f3 чёрная пешка · g2 белый ферзь · b1 чёрная ладья · g1 чёрная ладья | b7 чёрная пешка · c7 чёрная пешка · f7 белый король · b6 чёрный конь · e6 чёрная пешка · c5 белый слон · d5 белая пешка · e5 чёрный король · f5 белая пешка · b4 белый конь · e4 белый конь · f4 белая ладья · h4 белая ладья · b3 чёрная пешка · d3 чёрная пешка · f3 чёрная пешка · g2 белый ферзь · b1 чёрная ладья · g1 чёрная ладья | b7 чёрная пешка · c7 чёрная пешка · f7 белый король · b6 чёрный конь · e6 чёрная пешка · c5 белый слон · d5 белая пешка · e5 чёрный король · f5 белая пешка · b4 белый конь · e4 белый конь · f4 белая ладья · h4 белая ладья · b3 чёрная пешка · d3 чёрная пешка · f3 чёрная пешка · g2 белый ферзь · b1 чёрная ладья · g1 чёрная ладья | b7 чёрная пешка · c7 чёрная пешка · f7 белый король · b6 чёрный конь · e6 чёрная пешка · c5 белый слон · d5 белая пешка · e5 чёрный король · f5 белая пешка · b4 белый конь · e4 белый конь · f4 белая ладья · h4 белая ладья · b3 чёрная пешка · d3 чёрная пешка · f3 чёрная пешка · g2 белый ферзь · b1 чёрная ладья · g1 чёрная ладья | b7 чёрная пешка · c7 чёрная пешка · f7 белый король · b6 чёрный конь · e6 чёрная пешка · c5 белый слон · d5 белая пешка · e5 чёрный король · f5 белая пешка · b4 белый конь · e4 белый конь · f4 белая ладья · h4 белая ладья · b3 чёрная пешка · d3 чёрная пешка · f3 чёрная пешка · g2 белый ферзь · b1 чёрная ладья · g1 чёрная ладья | b7 чёрная пешка · c7 чёрная пешка · f7 белый король · b6 чёрный конь · e6 чёрная пешка · c5 белый слон · d5 белая пешка · e5 чёрный король · f5 белая пешка · b4 белый конь · e4 белый конь · f4 белая ладья · h4 белая ладья · b3 чёрная пешка · d3 чёрная пешка · f3 чёрная пешка · g2 белый ферзь · b1 чёрная ладья · g1 чёрная ладья | b7 чёрная пешка · c7 чёрная пешка · f7 белый король · b6 чёрный конь · e6 чёрная пешка · c5 белый слон · d5 белая пешка · e5 чёрный король · f5 белая пешка · b4 белый конь · e4 белый конь · f4 белая ладья · h4 белая ладья · b3 чёрная пешка · d3 чёрная пешка · f3 чёрная пешка · g2 белый ферзь · b1 чёрная ладья · g1 чёрная ладья | b7 чёрная пешка · c7 чёрная пешка · f7 белый король · b6 чёрный конь · e6 чёрная пешка · c5 белый слон · d5 белая пешка · e5 чёрный король · f5 белая пешка · b4 белый конь · e4 белый конь · f4 белая ладья · h4 белая ладья · b3 чёрная пешка · d3 чёрная пешка · f3 чёрная пешка · g2 белый ферзь · b1 чёрная ладья · g1 чёрная ладья | 4 |
| 3 | b7 чёрная пешка · c7 чёрная пешка · f7 белый король · b6 чёрный конь · e6 чёрная пешка · c5 белый слон · d5 белая пешка · e5 чёрный король · f5 белая пешка · b4 белый конь · e4 белый конь · f4 белая ладья · h4 белая ладья · b3 чёрная пешка · d3 чёрная пешка · f3 чёрная пешка · g2 белый ферзь · b1 чёрная ладья · g1 чёрная ладья | b7 чёрная пешка · c7 чёрная пешка · f7 белый король · b6 чёрный конь · e6 чёрная пешка · c5 белый слон · d5 белая пешка · e5 чёрный король · f5 белая пешка · b4 белый конь · e4 белый конь · f4 белая ладья · h4 белая ладья · b3 чёрная пешка · d3 чёрная пешка · f3 чёрная пешка · g2 белый ферзь · b1 чёрная ладья · g1 чёрная ладья | b7 чёрная пешка · c7 чёрная пешка · f7 белый король · b6 чёрный конь · e6 чёрная пешка · c5 белый слон · d5 белая пешка · e5 чёрный король · f5 белая пешка · b4 белый конь · e4 белый конь · f4 белая ладья · h4 белая ладья · b3 чёрная пешка · d3 чёрная пешка · f3 чёрная пешка · g2 белый ферзь · b1 чёрная ладья · g1 чёрная ладья | b7 чёрная пешка · c7 чёрная пешка · f7 белый король · b6 чёрный конь · e6 чёрная пешка · c5 белый слон · d5 белая пешка · e5 чёрный король · f5 белая пешка · b4 белый конь · e4 белый конь · f4 белая ладья · h4 белая ладья · b3 чёрная пешка · d3 чёрная пешка · f3 чёрная пешка · g2 белый ферзь · b1 чёрная ладья · g1 чёрная ладья | b7 чёрная пешка · c7 чёрная пешка · f7 белый король · b6 чёрный конь · e6 чёрная пешка · c5 белый слон · d5 белая пешка · e5 чёрный король · f5 белая пешка · b4 белый конь · e4 белый конь · f4 белая ладья · h4 белая ладья · b3 чёрная пешка · d3 чёрная пешка · f3 чёрная пешка · g2 белый ферзь · b1 чёрная ладья · g1 чёрная ладья | b7 чёрная пешка · c7 чёрная пешка · f7 белый король · b6 чёрный конь · e6 чёрная пешка · c5 белый слон · d5 белая пешка · e5 чёрный король · f5 белая пешка · b4 белый конь · e4 белый конь · f4 белая ладья · h4 белая ладья · b3 чёрная пешка · d3 чёрная пешка · f3 чёрная пешка · g2 белый ферзь · b1 чёрная ладья · g1 чёрная ладья | b7 чёрная пешка · c7 чёрная пешка · f7 белый король · b6 чёрный конь · e6 чёрная пешка · c5 белый слон · d5 белая пешка · e5 чёрный король · f5 белая пешка · b4 белый конь · e4 белый конь · f4 белая ладья · h4 белая ладья · b3 чёрная пешка · d3 чёрная пешка · f3 чёрная пешка · g2 белый ферзь · b1 чёрная ладья · g1 чёрная ладья | b7 чёрная пешка · c7 чёрная пешка · f7 белый король · b6 чёрный конь · e6 чёрная пешка · c5 белый слон · d5 белая пешка · e5 чёрный король · f5 белая пешка · b4 белый конь · e4 белый конь · f4 белая ладья · h4 белая ладья · b3 чёрная пешка · d3 чёрная пешка · f3 чёрная пешка · g2 белый ферзь · b1 чёрная ладья · g1 чёрная ладья | 3 |
| 2 | b7 чёрная пешка · c7 чёрная пешка · f7 белый король · b6 чёрный конь · e6 чёрная пешка · c5 белый слон · d5 белая пешка · e5 чёрный король · f5 белая пешка · b4 белый конь · e4 белый конь · f4 белая ладья · h4 белая ладья · b3 чёрная пешка · d3 чёрная пешка · f3 чёрная пешка · g2 белый ферзь · b1 чёрная ладья · g1 чёрная ладья | b7 чёрная пешка · c7 чёрная пешка · f7 белый король · b6 чёрный конь · e6 чёрная пешка · c5 белый слон · d5 белая пешка · e5 чёрный король · f5 белая пешка · b4 белый конь · e4 белый конь · f4 белая ладья · h4 белая ладья · b3 чёрная пешка · d3 чёрная пешка · f3 чёрная пешка · g2 белый ферзь · b1 чёрная ладья · g1 чёрная ладья | b7 чёрная пешка · c7 чёрная пешка · f7 белый король · b6 чёрный конь · e6 чёрная пешка · c5 белый слон · d5 белая пешка · e5 чёрный король · f5 белая пешка · b4 белый конь · e4 белый конь · f4 белая ладья · h4 белая ладья · b3 чёрная пешка · d3 чёрная пешка · f3 чёрная пешка · g2 белый ферзь · b1 чёрная ладья · g1 чёрная ладья | b7 чёрная пешка · c7 чёрная пешка · f7 белый король · b6 чёрный конь · e6 чёрная пешка · c5 белый слон · d5 белая пешка · e5 чёрный король · f5 белая пешка · b4 белый конь · e4 белый конь · f4 белая ладья · h4 белая ладья · b3 чёрная пешка · d3 чёрная пешка · f3 чёрная пешка · g2 белый ферзь · b1 чёрная ладья · g1 чёрная ладья | b7 чёрная пешка · c7 чёрная пешка · f7 белый король · b6 чёрный конь · e6 чёрная пешка · c5 белый слон · d5 белая пешка · e5 чёрный король · f5 белая пешка · b4 белый конь · e4 белый конь · f4 белая ладья · h4 белая ладья · b3 чёрная пешка · d3 чёрная пешка · f3 чёрная пешка · g2 белый ферзь · b1 чёрная ладья · g1 чёрная ладья | b7 чёрная пешка · c7 чёрная пешка · f7 белый король · b6 чёрный конь · e6 чёрная пешка · c5 белый слон · d5 белая пешка · e5 чёрный король · f5 белая пешка · b4 белый конь · e4 белый конь · f4 белая ладья · h4 белая ладья · b3 чёрная пешка · d3 чёрная пешка · f3 чёрная пешка · g2 белый ферзь · b1 чёрная ладья · g1 чёрная ладья | b7 чёрная пешка · c7 чёрная пешка · f7 белый король · b6 чёрный конь · e6 чёрная пешка · c5 белый слон · d5 белая пешка · e5 чёрный король · f5 белая пешка · b4 белый конь · e4 белый конь · f4 белая ладья · h4 белая ладья · b3 чёрная пешка · d3 чёрная пешка · f3 чёрная пешка · g2 белый ферзь · b1 чёрная ладья · g1 чёрная ладья | b7 чёрная пешка · c7 чёрная пешка · f7 белый король · b6 чёрный конь · e6 чёрная пешка · c5 белый слон · d5 белая пешка · e5 чёрный король · f5 белая пешка · b4 белый конь · e4 белый конь · f4 белая ладья · h4 белая ладья · b3 чёрная пешка · d3 чёрная пешка · f3 чёрная пешка · g2 белый ферзь · b1 чёрная ладья · g1 чёрная ладья | 2 |
| 1 | b7 чёрная пешка · c7 чёрная пешка · f7 белый король · b6 чёрный конь · e6 чёрная пешка · c5 белый слон · d5 белая пешка · e5 чёрный король · f5 белая пешка · b4 белый конь · e4 белый конь · f4 белая ладья · h4 белая ладья · b3 чёрная пешка · d3 чёрная пешка · f3 чёрная пешка · g2 белый ферзь · b1 чёрная ладья · g1 чёрная ладья | b7 чёрная пешка · c7 чёрная пешка · f7 белый король · b6 чёрный конь · e6 чёрная пешка · c5 белый слон · d5 белая пешка · e5 чёрный король · f5 белая пешка · b4 белый конь · e4 белый конь · f4 белая ладья · h4 белая ладья · b3 чёрная пешка · d3 чёрная пешка · f3 чёрная пешка · g2 белый ферзь · b1 чёрная ладья · g1 чёрная ладья | b7 чёрная пешка · c7 чёрная пешка · f7 белый король · b6 чёрный конь · e6 чёрная пешка · c5 белый слон · d5 белая пешка · e5 чёрный король · f5 белая пешка · b4 белый конь · e4 белый конь · f4 белая ладья · h4 белая ладья · b3 чёрная пешка · d3 чёрная пешка · f3 чёрная пешка · g2 белый ферзь · b1 чёрная ладья · g1 чёрная ладья | b7 чёрная пешка · c7 чёрная пешка · f7 белый король · b6 чёрный конь · e6 чёрная пешка · c5 белый слон · d5 белая пешка · e5 чёрный король · f5 белая пешка · b4 белый конь · e4 белый конь · f4 белая ладья · h4 белая ладья · b3 чёрная пешка · d3 чёрная пешка · f3 чёрная пешка · g2 белый ферзь · b1 чёрная ладья · g1 чёрная ладья | b7 чёрная пешка · c7 чёрная пешка · f7 белый король · b6 чёрный конь · e6 чёрная пешка · c5 белый слон · d5 белая пешка · e5 чёрный король · f5 белая пешка · b4 белый конь · e4 белый конь · f4 белая ладья · h4 белая ладья · b3 чёрная пешка · d3 чёрная пешка · f3 чёрная пешка · g2 белый ферзь · b1 чёрная ладья · g1 чёрная ладья | b7 чёрная пешка · c7 чёрная пешка · f7 белый король · b6 чёрный конь · e6 чёрная пешка · c5 белый слон · d5 белая пешка · e5 чёрный король · f5 белая пешка · b4 белый конь · e4 белый конь · f4 белая ладья · h4 белая ладья · b3 чёрная пешка · d3 чёрная пешка · f3 чёрная пешка · g2 белый ферзь · b1 чёрная ладья · g1 чёрная ладья | b7 чёрная пешка · c7 чёрная пешка · f7 белый король · b6 чёрный конь · e6 чёрная пешка · c5 белый слон · d5 белая пешка · e5 чёрный король · f5 белая пешка · b4 белый конь · e4 белый конь · f4 белая ладья · h4 белая ладья · b3 чёрная пешка · d3 чёрная пешка · f3 чёрная пешка · g2 белый ферзь · b1 чёрная ладья · g1 чёрная ладья | b7 чёрная пешка · c7 чёрная пешка · f7 белый король · b6 чёрный конь · e6 чёрная пешка · c5 белый слон · d5 белая пешка · e5 чёрный король · f5 белая пешка · b4 белый конь · e4 белый конь · f4 белая ладья · h4 белая ладья · b3 чёрная пешка · d3 чёрная пешка · f3 чёрная пешка · g2 белый ферзь · b1 чёрная ладья · g1 чёрная ладья | 1 |
|   | a | b | c | d | e | f | g | h |   |

Тематический ложные следы: 

1.Kf6? Лgd1!, 

1.Kg5? Лgf1!, 

1.Kg3? Лge1!, 

1.Kf2? Лbd1!, 

1.Kd2? Лbf1 и 1.Кс3? Лbd1! 

Решает 1.Kd6! ~ 2. Ле4X,
1. ... ed 2.K:d3X, 

1. ... ef 2.Л:f5X, 

1. ... Лbе1 2.Фb2X, 

1. ... Лge1 2.Фg7Х, 

1. ... cd 2.Cd4X. 